# アオテアロア (小惑星)
アオテアロア (3400 Aotearoa) は小惑星帯の内縁部に位置する小惑星。ニュージーランドの天文学者、アラン・ギルモアとパメラ・キルマーティンがマウント・ジョン天文台 (en:Mount John University Observatory) で発見した。
小惑星名の「アオテアロア」はマオリ語でニュージーランドのことであり、「白く長い雲のたなびく地」といった意味を持つ。